# Surville (Eure)
Surville – miejscowość i gmina we Francji, w regionie Normandia, w departamencie Eure.
Według danych na rok 1990 gminę zamieszkiwało 727 osób, a gęstość zaludnienia wynosiła 127 osób/km² (wśród 1421 gmin Górnej Normandii Surville plasuje się na 330. miejscu pod względem liczby ludności, natomiast pod względem powierzchni na miejscu 633.).